# Oxalis compacta
Oxalis compacta är en harsyreväxtart. Oxalis compacta ingår i släktet oxalisar, och familjen harsyreväxter.

## Underarter
Arten delas in i följande underarter:
- O. c. berteroana
- O. c. compacta